# Asowo (Omsk)
Asowo (russisch Азово) ist ein Dorf im Deutschen Nationalkreis Asowo in der russischen Oblast Omsk in Westsibirien mit 5997 Einwohnern (Stand 14. Oktober 2010).
Der Nationalkreis befindet sich gut 40 Kilometer südwestlich der Millionenstadt Omsk, nahe der Grenze zu Kasachstan. Asowo ist Verwaltungszentrum des Deutschen Nationalkreises (-rayons) Asowo, der 1992 gegründet wurde, zugleich Sitz der Landgemeinde Asowskoje selskoje posselenije. Zur Gemeinde mit insgesamt 8158 Einwohnern (2010) (aktuell 9922) gehören neben Asowo die fünf umliegenden Dörfer Berdjanka, Jagodnoje, Juschnoje, Pachomowka und Priwalnoje.
Bevölkerungsentwicklung
| Jahr | Einwohner |
| ---- | --------- |
| 1939 | 1217      |
| 1959 | 2239      |
| 2002 | 5376      |
| 2010 | 5997      |
| 2018 | 7470      |

Anmerkung: Volkszählungsdaten